# Nonselkopf
Le Nonselkopf est un sommet du massif des Vosges culminant à 1 257 mètres d'altitude, situé sur la commune de Sondernach, non loin du Markstein.

## Toponymie
Kopf est un germanisme désignant la tête, signifiant un sommet de montagne associé à une proéminence dont la partie supérieure prend le plus souvent une forme arrondie. 

## Géographie
Ce sommet abrite une haute chaume et offre plusieurs vues sur les environs, dont la vallée de Munster.

### Accès
Le Nonselkopf se trouve en contrebas du Lauchenkopf. Il est accessible par la route départementale 27 qui passe par le col du Platzerwasel.

## Activités
Le Nonselkopf est un site disposant de nombreux sentiers de randonnées, il est reconnu comme étant favorable à la cueillette de myrtilles. L'hiver offre la possibilité de faire du ski de randonnée et de la raquette.